# NGC 172
NGC 172 este o galaxie spirală barată localizată în constelația Balena. A fost descoperită în anul 1886 de către Frank Muller. De asemenea, a fost observată încă o dată de către Herbert Howe.